# KUNI
KUNIは、日本出身の音楽家。アメリカへ渡ってギタリストとして活動し、一線のバンド・メンバーを引き連れ日本にて2枚のアルバムを発売した。その後は演奏家として表舞台には出なかったものの音楽界に携わり、時折ライブ活動やアルバム発表もしている。

## 来歴
無名のギタリストであったKUNIは1983年に渡米し、現地で一流のミュージシャンと交わりながらソロ・アルバムを制作、
1986年に『Masque』を発表した。このデビュー盤に参加したのは、ビリー・シーン、フランキー・バネリ、チャック・ライト、カル・スワン、ケヴィン・ダブロウ、ニール・タービン、ジョン・パーデル、奥本亮など。続く1988年の『Lookin' for Action』ではジェフ・スコット・ソートやマイク・テラーナ、ボビー・ロックらが参加した。
1993年に帰国。ギター演奏から離れてA&Rとしてヴァン・ヘイレン、エアロスミス、オジー・オズボーン、キッス、B'z、ボン・ジョヴィ、MR. BIGらを手掛けた。
1988年にはレコード・レーベルとしてZAIN RECORDS下にBIG M.F.を起ち上げ、ビリー・シーン、シェーン・ガラース、ジョージ・リンチ、ポール・ディアノ、イナフ・ズナフ、バリー・スパークス、MR. ORANGEらの作品を制作。また自身の作品としてアルバム『FUCKED UP!』を2000年に発売した。これはエリック・シンガー、デイヴ・スピッツ、デレク・セント・ホルムズらと1990～1992年にかけて録音した音源に、松本孝弘、山口昌人、ビリー・シーン、カル・スワンらと1999年に録音した音源を加えたもの。
再びギタリストとしてティアーズ音楽事務所と契約し、2010年にLOUD PARKの舞台へ立った。その翌年、レコード・デビュー25周年を記念する2011年に、過去に録音した音源と、ギルビー・クラークやジョン・コラビ、マーク・ボールズらと録音した未発表音源、さらにAnchangらと新たに録音した音源を加え、『KUNI ROCK』を発表。その後2016年にLOUD PARK16、二日目に再び出演し、この日のステージを最後にギタリストとしての引退を発表した。

## ディスコグラフィ
- MASQUE (1986)
- LOOKIN' FOR ACTION (1988)
- FUCKED UP! (1999)
- KUNI ROCK (2011)

## ゲスト参加
- アレックス・マッシ - 『Attack of the Neon Shark』 (1989)